# Trattati di Erzurum
I trattati di Erzurum furono due trattati del 1823 e del 1847 che risolsero le controversie sui confini tra l'Impero ottomano e la Persia.

## Primo trattato (1823)
Sebbene il trattato di Zuhab nel 1639 avesse stabilito il confine tra l'Impero ottomano e la Persia, il confine nella regione montuosa di Zuhab rimase un luogo di conflitto intermittente nei due secoli successivi. Le tensioni tra i due imperi aumentarono a causa dell'ospitalità dell'Impero ottomano di tribù ribelli dell'Azerbaigian persiano. L'Impero russo, segretamente, stava tentando di fare pressione sull'Impero ottomano, che era in guerra con i Greci, che ricevevano armi dalla Russia. Il principe ereditario Abbas Mirza di Persia, su istigazione dell'Impero russo, invase il Kurdistan e le aree circostanti l'Azerbaigian persiano. Dopo la battaglia di Erzurum del 1821, entrambi gli imperi firmarono il primo Trattato di Erzurum nel luglio 1823, che confermò il confine del 1639 e che pose quindi fine alla guerra ottomano-persiana (1821-1823), che fu provocata dall'eccessiva ingerenza dell'Impero ottomano nell'Azerbaigian persiano. Nel trattato era incluso e garantito l'accesso ai pellegrini persiani per visitare i luoghi sacri dell'Impero ottomano. Il trattato regolava le tasse relative ai pellegrini e alle tribù nomadi che pascolavano il loro bestiame nelle terre di confine. Fu anche convenuto che ogni tre anni, la Persia, così come gli ottomani avrebbero inviato un inviato nell'altro paese, stabilendo quindi relazioni diplomatiche tra loro. A seguito del trattato, i confini tra i due imperi vennero riportati alla situazione definita nel 1639 (v. trattato di Zuhab).

## Secondo trattato (1847)
Una serie di incidenti di confine nel 1830 portò nuovamente la Persia e l'Impero ottomano sull'orlo della guerra. La Gran Bretagna e la Russia si offrirono di mediare, e il 31 maggio 1847 fu firmato un secondo trattato di Erzurum. Questo trattato divideva la regione contesa tra le due parti e prevedeva un'apposita commissione per delimitare l'intero confine. Il lavoro della commissione per i confini incontrò diversi ostacoli politici, ma alla fine completò il suo compito nel 1914.